# Технологическая демонстрация
Технологическая демонстрация, технологическая демонстрационная версия, техно-демоверсия (англ. tech demo) — назначение изделия (продукта), представляющего собой прототип либо неполную (функционально ограниченную) его версию, а также собственно демонстрация концепций, воплощённых в работоспособном образце такого изделия (продукта). Демонстрационные версии используются для публичного представления широкому кругу заинтересованных лиц (учёные, предприниматели, потенциальные потребители), а также представителям СМИ с целью информации об изделии (продукте) и практического подтверждения его жизнеспособности, эксплуатационных качеств и иных составляющих его потребительной стоимости.
В американской классификации аппарат (изделие) для демонстрации технологии соответствует классу D — «демонстрация технологий для подтверждения концепции класса D» (англ. class D technology demonstration concept), сокращённо technology demo. Примером такого изделия является Ingenuity — роботизированный беспилотный вертолёт, осуществивший 19 апреля 2021 года первый полёт на Марсе, первый в мире летательным аппарат с собственным двигателем, предназначенный для многократных полётов в атмосфере другого небесного тела.

## Неоднозначность
Компьютерные технологические демонстрации не должны путаться с демками в демосцене, которые, хотя и демонстрируют новые программные методики, на самом деле являются отдельной формой компьютерного искусства.
Иногда техно-демоверсии являются частично или даже полностью фальсифицированными. Например в индустрии компьютерных игр, пререндеренное видео или изображения с высоким качеством могут презентоваться как фактический геймплей игры в реальном времени. Или, например, демонстрационная версия Интернет QoS-программы может работать на локальной сети с вручную отрегулированным трафиком.

## Примеры
- The Mother of All Demos — демонстрация Дугласа Энгельбарта
- 3dfx technology demos — от демоверсии «Wizard of Tower» для Voodoo1 1997 года до демоверсии «Rocketburger» для Voodoo5 2000 года